# Villa Coyoacán
La Villa Coyoacán es una población fundada alrededor del siglo VII d. C. por indígenas nahuas colhuas. Actualmente es la sede del gobierno de la alcaldía Coyoacán y uno de los centros turísticos más importantes de la Ciudad de México.

## Historia

### Época Prehispánica

Extensión del territorio que controlaba Coyoacán como parte de lo que se llama comúnmente Imperio Azteca antes de la Conquista en 1519.

La Villa de Coyoacán, Villa Coyoacán o  Parque nacional Villa Coyoacán  hoy conocida popularmente como Centro Histórico de Coyoacán, es una de las poblaciones más antiguas del valle de México, incluso muy anterior a la Ciudad de México, fundada alrededor del siglo VII por indígenas nahuas Colhuas que crearon un Altépetl (Ciudad Estado Indígena) que controlaba la zona sur poniente del lago de Texcoco y la zona poniente del lago de Xochimilco, hacia el año 1332 pasó a formar parte de las ciudades sometidas por los nahuas tepanecas de Azcapótzalco, debido al siguiente periodo de paz bajo los tepanecas se fundan en sus alrededores otros pueblos o barrios entre los cuales se cuentan Copilco, Los Reyes Quiahuac Xotepingo, Tepetlapan y Coapan.
Es en 1410 que el tlatoani de Azcapotzalco  Tezozómoc eleva el rango de la ciudad a señorío y le da como gobernante a su hijo Maxtla. Coyoacán fue una de las primeras ciudades tepanecas que cayeron en manos de los mexicas, las crónicas cuentan que Maxtla inició la guerra luego de que a los enviados mexicas a la fiesta en el templo de Coyoacán los humillara vistiéndolos y tratandolos como mujeres, tras lo cual se cerró el comercio entre las ciudades de México-Tenochtitlan y Coyoacán,  luego de ser derrotados e incendiado su templo la ciudad de Coyoacán debió pagar tributo y entregar el producto de ciertas extensiones de tierras a los jefes guerreros y políticos mexicas que tomaron esas tierras como botín de guerra, para 1430 la Triple Alianza que derrota a Azcapotzalco deja en manos de los mexicas el destino de Coyoacán.
Fue bajo ese sometimiento que incluía esclavos y víctimas para los sacrificios humanos en el Templo Mayor de México-Tenochtitlan que en 1490 el Huey Tlatoani mexica Ahuizotl manda hacer un acueducto a los habitantes de Coyoacán desde sus tierras hasta la ciudad de México-Tenochtitlan, acueducto cuyas fuentes eran particularmente prósperas por lo que el Tlatoani de Coyoacán hace la advertencia de que por el volumen de agua que de vez en cuando baja podría provocar una inundación, Ahuitzotl molesto al sentirlo como una velada negativa le ordena construir el acueducto de todos modos, de esta manera al poco de terminarse ocurre la inundación predicha y ante un posible castigo a toda la ciudad su tlatoani XXXXX decide ponerse en manos de los mexicas quienes lo sacrifican como castigo.
De esta manera los españoles liderados por Hernán Cortés encuentran a los coyoacanenses receptivos a la idea de unirse a los españoles para liberarse del yugo mexica, lo cual ocurre en 1521 cuando Hernán Cortés logra hacerse no solo con su alianza, si no que estos le juran vasallaje eterno al rey español y a él como su enviado. Los coyoacanenses de inicio destruyen sus templos y edifican una de las primeras capillas católicas del valle de México y pintan de blanco con cal todas las paredes de las construcciones de la ciudad por orden de Cortés que de ese modo acaba con las pinturas religiosas indígenas que existían en Coyoacán, incluso Cortés toma a la ciudad de Coyoacán como su principal puesto de mando desde el cual puede controlar la calzada de Tlalpan, tras la derrota mexica algunos de sus principales dirigentes se instalarán en la renombrada San Juan Tenochtitlán desde la cual gobernarán sus tierras.
Como a la caída de México – Tlatelolco el 13 de agosto de 1521 tanto esta ciudad como México-Tenochtitlan se hallaban llenas de cadáveres que producían un gran hedor, Hernán Cortés ordenó a los indígenas mexicas restantes en la ciudad limpiar las ciudades para luego ser concentrados en Santiago Tlatelolco donde los gobernaría Cuauhtémoc con el título de Gobernador Indígena de la República de Indios de Santiago Tlatelolco, similar a como era antes de ser elegido Huey tlatoani de México-Tenochtitlan. Para ese momento Cortés ya había decidido dejar el gobierno de Coyoacán en manos de Hernando Cetochtzin hijo de Cuauhpopoca quien había sido muerto por hoguera en lo que hoy es la Plaza de la Constitución en la Ciudad de México, durante su gobierno entre 1521 a 1525, Coyoacán fue sede del gobierno de la Nueva España y en ella se formó el segundo ayuntamiento al estilo español en México en 1521, para lo cual se construyó el Antiguo Palacio del Ayuntamiento de Coyoacán (hoy sede delegacional), también por 1523 o 1524 se formó en ese mismo lugar el Ayuntamiento de México que fue trasladado hasta 1529 a su sede en la Ciudad de México. Se cuenta que al regresar Cortés de la Ciudad de México tras la conquista encontró en la blanca pared de una casa de Coyoacán un grafiti en la que se recriminaba no repartir equitativamente el botín de la conquista, en especial el oro perdido durante la llamada Noche Triste, por eso permitió que los demás españoles torturan a Cuauhtémoc junto a otros nobles y gobernadores indígenas, la tradición dice que esa tortura se dio en el Antiguo Palacio del Ayuntamiento de Coyoacán, aunque otras fuentes dicen que fue en el tepan de Santiago Tlatelolco.

Extensión del territorio que controlaba Coyoacán como parte del naciente Reino de la Nueva España en 1530.

Es en Coyoacán donde recibe el mismo año de 1521 al tlatoani purépecha Tangáxoan Tzíntzicha quien al ver la destrucción de México – Tlatelolco y México-Tenochtitlan decidió rendir su gobierno y jurar vasallaje a la Corona española con el fin de evitar una destrucción similar, luego de esto Hernando Cetochtzin acompaña a Cortés en su expedición a las Higueras donde es muerto junto a Cuauhtémoc y otros gobernadores indígenas del valle de México, por eso es nombrado Juan de Guzmán Ixtolinque como Gobernador Indígena, cargo que ejerció de 1525 a 1569 cuando muere y que le fuera confirmada por cédula real el 18 de julio de 1551 en la ciudad de Valladolid.

Escudo otorgado a la villa de Coyoacán el 24 de julio de 1561 por Felipe II y que les sirviera como escudo municipal hasta 1928, cuando fuera convertido en delegación.

Durante su gobierno Juan de Guzmán Ixtolinque funda junto a Cortés el templo de La Conchita junto al cual edifica su casa principal, casa donde reside habitualmente Hernán Cortés durante sus muchas estancias en Coyoacán. Este gobernador indígena es el primer dirigente de la República de Indios de Coyoacán lo que incluye una concesión real de las tierras y su nombramiento como noble con derecho a usar un escudo de armas propio, por eso Ixtolinque se hace del control al menos de todo el sureste y parte del poniente del actual Distrito Federal quedando bajo su gobierno más o menos lo que hoy constituyen los territorios de las delegaciones de Coyoacán, Tlalpan, Magdalena Contreras, Álvaro Obregón y Cuajimalpa de Morelos, de todos esos territorios es sobre todo al poniente donde Ixtolinque tiene problemas de jurisdicción ya que al otorgarse a Hernán Cortés el Marquesado del Valle de Oaxaca sus territorios se sobreponen, por eso se llevan varios juicios entre ambos para definir los límites de su jurisdicción, como derivado de ello es que por 1600 a 1700 se crean varios códices que en conjunto reciben el nombre de Códices Techialoyan los cuales en general marcan los límites de las muchas Repúblicas de Indios que crearon los españoles para mantener separados a indígenas y españoles, así como mantener cierta estructura de control heredada de tiempos prehispánicos, la particularidad de estos documentos, en especial los que pertenecen a poblaciones del poniente del Distrito Federal es que mencionan a Hernán Cortés como quien fundó los pueblos y que estos quedaban bajo el dominio del cacique y de otros señores de Coyoacán, casi siempre se menciona a Juan de Guzmán Ixtolinque, por ejemplo el Códice Techialoyan de Cuajimalpa.
Además de eso Juan de Guzmán Ixtolinque manda por derecho propio o en acuerdo con Hernán Cortés y otros fundar diferentes obras públicas entre las que destacan templos y conventos, como son los templos abiertos para indígenas de San Juan Bautista, el templo de San Jacinto Tenanitla, y el pueblo hospital de Santa Fe que dirigiera durante la mayor parte de su vida fray Vasco de Quiroga y cuyos terrenos nunca fueron disputados a la orden Franciscana hasta la implantación de las Leyes de Reforma en 1867; en cuanto a conventos funda los conventos de San Juan Bautista anexo al templo ya construido, el Convento del Carmen en San Jacinto Tenanitla, el primero para la orden Dominica y el segundo para los Carmelitas, de estos últimos destaca que existió una agria disputa entre las órdenes por el control de las diferentes zonas para evangelizar lo que llevó a Juan de Guzmán Ixtolinque a otorgarles tierras, entre ellas el Olivar del Conde y luego a sus descendientes lo que fuera el Santo Desierto de los Leones. Entre las otras obras que realizó a nombre de Coyoacán fue el prestar mano de obra y materiales para la construcción de la Catedral Metropolitana de la Ciudad de México a la que por ejemplo llevó piedra desde el Pedregal de San Jerónimo o madera desde San Pedro Cuajimalpa. Otras de las varias cosas que realizó a favor de Coyoacán fue el lograr que la Corona Española reconociera los méritos de la ciudad en la conquista y le otorgara título de Villa y un escudo propio por lo cual reconocía su soberanía sobre cierto territorio, eso ocurrió el 24 de julio de 1561 por Felipe II y que sirvió como escudo municipal hasta 1928.
Luego de la muerte de Hernán Cortés, la ya denominada Villa de Coyoacán registró una gran prosperidad, la cual siguió en parte gobernada por su familia, gobierno que durante la colonia le fue abiertamente disputado por otros descendientes de nobles indígenas y españoles, por ejemplo el pleito entre Petronila y Teresa Guzmán contra Juan Hidalgo Cortés Moctezuma y Guzmán, quien debió reintegrar a las mujeres la gubernatura de la república indiana, su descendencia gobernó Coyoacán hasta mediados de 1780 cuando no se encuentran más descendientes y al parecer ya había sido revocada la gubernatura a su familia por las Reformas Borbónicas. Esa prosperidad económica que registró Coyoacán durante la colonia se debió en parte al comercio de la Nao de China cuyo control se encontraba en manos del Consulado de Comerciantes de México muchos de cuyos miembros tenían casas en el sitio y que aún siguen en pie, además se tiene el caso de los talleres u obrajes industriales que se instalaron en territorio cercano y de los cuales se desprenden muchos de los nombres con que se conocen las regiones cercanas a Coyoacán, por ejemplo Anzaldo, Contreras, Posadas y Sierra. Ese auge también se vio reflejado en cierta fama de los coyoacanenses como albañiles y constructores en general, la cual como se dijo antes les hizo intervenir en varios proyectos de gran envergadura.
Políticamente Coyoacán deja de administrar directamente su vasto territorio por 1653, la Audiencia de México intentando mejorar la recaudación del Reino de Nueva España instala oficinas de control y aduanas entre otros pueblos limítrofes de Coyoacán como en Tlalpan, San Jacinto Tenanitla y San Pedro Cuajimalpa, por lo que su poder político va disminuyendo poco a poco, es así como llega a la Independencia de México.

### Siglo XIX
Al independizarse México, la Villa de Coyoacán es ya una ciudad con más de cinco mil habitantes, centro administrativo y de comercio regional, para entonces San Agustín de las Cuevas ya le había arrebatado el comercio internacional por Acapulco. Al fundarse el Estado de México, el 29 de marzo de 1824, Coyoacán queda como capital de la tercera prefectura quedando bajo su mando todo el sur y sur poniente del Distrito de México Oeste, lo cual no agrada a varios pueblos como Xochimilco, por eso y los varios cambios que existen entre los regímenes federal y centralista durante la primera mitad del siglo XIX hacen muy difícil saber el verdadero alcance de su administración, lo cierto es que los pueblos siguen asistiendo a Coyoacán como capital local, evitando así tener que asistir a la ciudad de Toluca, cuando San Agustín de las Cuevas es designada como capital del estado de México la municipalidad recae en esa ciudad y se le llama Municipalidad de Tlalpan pero tiene una breve existencia y regresa al viejo orden. Derivado de la desecación del lago de Texcoco durante el virreinato Coyoacán ha ganado tierras cenagosas del lago en las cuales se extienden o forman nuevas haciendas como la del Convento de Churubusco o incluso se forman ríos artificiales como Río Churubusco que son construidos por los nuevos dueños de las haciendas, esos cambios hacen que su comercio empiece a decaer y se inicia su transformación en un pueblo de descanso para las élites de la Ciudad de México quienes compran las casas y las hacen más a su gusto, por esa época San Jacinto Tenanitla deja de ser un pequeño pueblo para volverse poco a poco el San Ángel que es hoy.
Dentro de los capítulos de la Independencia de México en Coyoacán se planeó la llamada Conspiración de Coyoacán que fuera dirigida por el cura de San Mateo Churubusco, Manuel Altamirano, esa conspiración fue parada al iniciarse el movimiento de Independencia en Dolores bajo la batuta del cura Miguel Hidalgo y Costilla.
Es solo hasta el 20 de agosto de 1847 durante la Guerra entre México y los Estados Unidos que vuelve Coyoacán a distinguirse en acciones de guerra, ya que en sus inmediaciones se da la Batalla de Churubusco, y poco después el 13 de septiembre la ejecución de soldados irlandeses en el pueblo de San Jacinto Tenanitla.
Por decreto de Antonio López de Santa Anna del 16 de febrero de 1854, al contrario de lo que se cree popularmente, no se anexan al Distrito Federal varias prefecturas con sus municipalidades del estado de México, sino que es aumentada el área territorial del Departamento o Distrito de México Oeste en esta además de dividir a la Municipalidad de México en ocho cuarteles, y aumentar los límites territoriales del Distrito de México a Tlalnepantla por el norte, la Occidental en Tacubaya se agrega al Sur con cabecera en Tlalpan el territorio de Coyoacán, por el Oriente estaba el lago de Texcoco, este departamento tuvo como capital para el estado de México el pueblo de Mexicaltzingo. Es hasta el decreto del 6 de mayo de 1861 del Presidente Benito Juárez que el territorio de Coyoacán pasa a formar parte del Distrito Federal como parte del Partido de Tlalpan que estaba integrado por los municipios de Tlalpan, San Ángel, Coyoacán, Iztapalapa e Iztacalco.
Entre 1857 y 1870 se idean diferentes proyectos de ferrocarriles que llevan vías de la Ciudad de México al sur del valle de México, la mayoría de ellas evitan a Coyoacán ya que al tener el pedregal rodeándolo casi por completo no permite hacerlo lugar de paso de esas vías, por eso tarda hasta 1875 cuando se instala una desviación del tren México – Tlalpan que corre por la Calzada de Tlalpan
En 1890 se construye la primera Colonia en terrenos de la Hacienda de San Pedro y que es inaugurada por el general Porfirio Díaz quien ostentaba ya el cargo de Presidente, el nombre que recibe la colonia es Colonia Del Carmen en honor a la joven y segunda esposa del presidente Carmen Romero Rubio, esa obra no fue muy del agrado de los habitantes ya que implicaba dotarla de agua y otros servicios, aunque eso también significó recibir servicios modernos como alumbrado eléctrico y alcantarillado, a su vez se inaugura el Ferrocarril del Valle cuya ruta incluye a las poblaciones de Ciudad de México, Tacubaya, Mixcoac, San Ángel, Coyoacán, San Antonio Coapa y Tlalpan a esas obras se agrega el Vivero Coyoacán ambas obras del ingeniero Miguel Ángel de Quevedo, hacia 1898 de acuerdo con un tratado de límites entre el estado de Hidalgo y el Distrito Federal Coyoacán se convierte en cabeza del Distrito de Coyoacán, que abarca a los municipios de Coyoacán y San Ángel, su territorio se termina de definir hasta 1903 cuando se le dan más o menos los límites actuales que tiene la Delegación Política de Coyoacán, dejando de este modo de influir en el occidente y el sur del valle de México en forma definitiva.

### SigloXX
En una de las casa de la entonces llamada Calle Real, luego Calzada de Juárez y modernamente Francisco Sosa se llevan a cabo muchas de las secciones del Ateneo de la Juventud Mexicana que se volviera al final del porfiriato uno de los principales centros de cultura de México. Al inicio de la Revolución Mexicana, Coyoacán ha dejado de crecer a favor de Tlalpan o las nuevas colonias de la Ciudad de México pero aun así recibe como último presente el Kiosco que está frente al Antiguo Palacio del Ayuntamiento de Coyoacán. Durante las luchas armadas Coyoacán se vuelve, como otros puntos del sur y poniente del valle de México, campo de batalla, por lo que se deja de cultivar la tierra y se dan varias hambrunas que llevan emigrantes a Coyoacán y otras ciudades lo cual se agrava por las constantes levas que llevan a cabo tanto carrancistas como zapatistas. Luego de retomarse cierta tranquilidad durante el gobierno de Plutarco Elías Calles, en 1926 se inaugura la Carretera México-Coyoacán que hoy es más o menos Avenida Universidad, esa vía asfaltada se realizó sobre el fondo desecado del lago de Texcoco y cuyo fin básico fue comunicar junto con la Avenida de los Insurgentes las nuevas urbanizaciones realizadas por generales revolucionarios como la Colonia del Valle, esta vía llega hasta Coyoacán donde también se asfalta la calle Hidalgo para meterla en la población, esto da lugar a un crecimiento que se nota por invasiones de terrenos y la creación de zonas industriales como ocurrió con la Fábrica de Papel Coyoacán, generando un crecimiento anárquico que desemboca en varias disputas legales y físicas entre invasores y propietarios, algunas de cientos de años. El 1 de enero de 1929 desaparecieron los municipios en el Distrito Federal por lo que desde entonces pasa a ser otra de las Delegaciones Políticas Exteriores del Distrito Federal, en ese contexto el 26 de septiembre de 1934 se decreta por parte del presidente Lázaro Cárdenas del Río un decreto que en su artículo primero dice:

ARTICULO PRIMERO.- Se declara Parque Nacional con el nombre "El Histórico Coyoacán", esa población, quedando incluido el Vivero establecido en la misma y demás terrenos del contorno de aquélla, que fijará el Departamento Forestal y de Caza y Pesca.

Este decreto en buena medida no se cumplió ya que desde el inicio el Departamento Forestal y de Caza y Pesca y el Departamento del Distrito Federal acotó a sus anchas los límites del parque nacional, al punto de que hoy en día solo una parte del área protegida se llama Villa Coyoacán e incluso se le denomina colonia, si no que barrio, por ejemplo se consideró de inicio proteger todo el Pedregal de San Jerónimo al poniente y sur, al norte hasta Río Churubusco, frontera entonces con la Delegación Política General Anaya, pero para 1943 pretextando la creación de la Ciudad Universitaria de la Universidad Nacional Autónoma de México se sacó de los límites la parte occidental del Pedregal de San Jerónimo y se le nombró Pedregal de San Ángel, luego se eliminó la parte norte y al final la parte sur donde se dejó prosperar la invasión de los terrenos que hoy forman al menos la Colonia Pedregal de Santo Domingo, con lo cual hoy queda solo como parque nacional el llamado informalmente centro histórico de Coyoacán y el Vivero de Coyoacán. Unos años antes, el 19 de abril de 1934, la Comisión de Monumentos del Departamento de Monumentos de la SEP ya había nombrado al centro de Coyoacán como Zona Típica y Tradicional.
Durante la Guerra Cristera el 30 de diciembre de 1934 se da un enfrentamiento entre los partidarios del anticlerical general tabasqueño Tomás Garrido Canabal, los llamados Camisas Rojas dirigidos por el entonces joven político Carlos Madrazo y los asistentes al templo de San Juan Bautista, donde los primeros se dedican a hostigar a los asistentes al culto católico, acción que termina en una balacera donde muere María de la Luz Cirenia Camacho González la cual de inmediato es tomada como una mártir por parte de lado clerical de la Guerra Cristera, nunca las autoridades pudieron establecer la culpabilidad de alguien, con el paso de los años María de la Luz fue convertida en beata.
Es durante los gobiernos de Lázaro Cárdenas del Río y Manuel Ávila Camacho que Coyoacán es convertido en el lugar preferido por el gobierno mexicano para alojar a los variados refugiados europeos y de otras nacionalidades que llegan a México entre ellos tenemos al Rey Carol de Rumania y a León Trotski quien muere en 1940, para esas fechas Coyoacán ha dejado de ser la capital económica de la zona sur y se convierte en el refugio para artistas e intelectuales, de entre ellos mención especial tienen la pareja de artistas de Frida Kahlo y Diego Rivera.
Es a partir de esa década de 1940 que el cambio se acelera y cada vez más aparecen colonias, desarrollos urbanos y zonas habitacionales como las de Xotepingo y Ciudad Jardín, también se crean calles y avenidas, entre ellas la de Miguel Ángel de Quevedo que intentaba ser una frontera sur para el crecimiento urbano, pero simplemente se desborda y aparecen multitud de colonias como las de Taxqueña, Culhuacan, Huayamilpas, Coapa y Santa Úrsula, para lo cual se recurre a la compra total de pueblos o a la expropiación bajo el concepto de causa de utilidad pública, lo cual lleva a pleitos legales que en varios casos deja en cierta incertidumbre a los nuevos habitantes de la zona, como fue el caso de los barrios de San Lucas, San Francisco, Niño Jesús, Los Pueblos de los Reyes Culhuacán, La Candelaria y San Pablo Tepetlapa.
En 1954 se inaugura la Ciudad Universitaria de la Universidad Nacional Autónoma de México lo que aumenta el número de habitantes en la Villa Coyoacán, sobre todo de personas con estudios universitarios. En los setenta se da la explosiva invasión de terrenos en los pedregales que causa efectos por el exceso de necesidades básicas a cubrir por parte del gobierno delegacional, esa expansión es en parte ordenada sobre todo cuando los llamados dirigentes sociales mayoritariamente afiliados al Partido Revolucionario Institucional logran acuerdos para que sean dotados de esa infraestructura a cambio de votos para los políticos de ese partido.
En 1990 la UNESCO declara al centro histórico de Coyoacán como Zona de Monumentos Históricos.

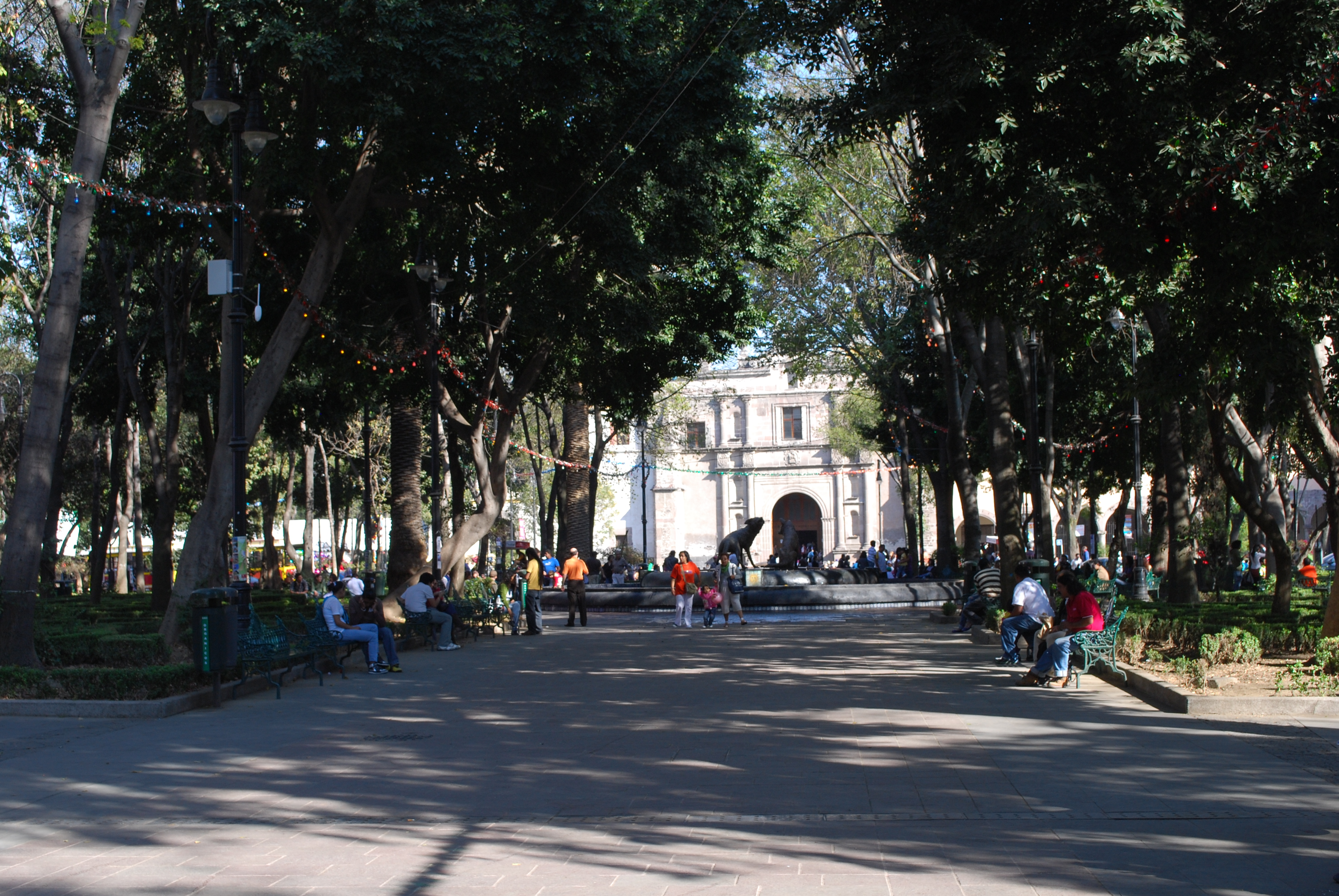
Plaza Centenario viendo hacia la Iglesia de San Juan Bautista.

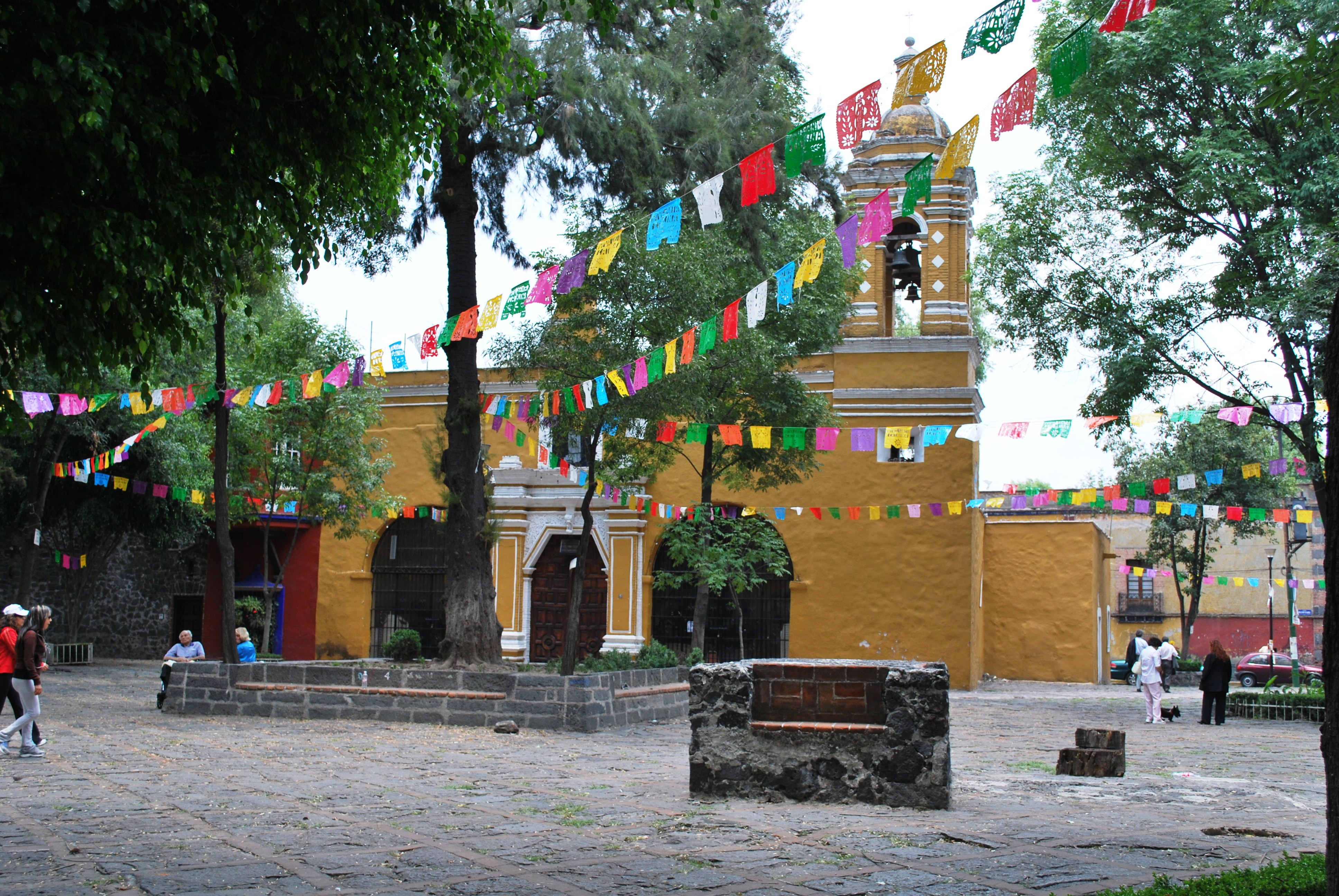
Plaza e Iglesia de Santa Catarina Coyoacán.

## Villa Coyoacán hoy

Mapa de la Villa Coyoacán.

Las plazas y calles de Villa Coyoacán son la segunda atracción turística más visitada de la Ciudad de México después del centro histórico de la Ciudad de México con unos 50 mil visitantes cada fin de semana (en 2008).
En la actualidad está formada por las llamadas colonias y barrios de:
- Colonia Del Carmen
- Barrio Santa Catarina
- Colonia Villa Coyoacán
- Barrio la Concepción
- Barrio San Lucas

Además de partes de:
- Colonia San Diego Churubusco
- Colonia San Mateo
- Colonia Parque San Andrés

## Sitios de interés
- Palacio de Cortés
- Museo Frida Kahlo
- Casa Museo de León Trotsky.

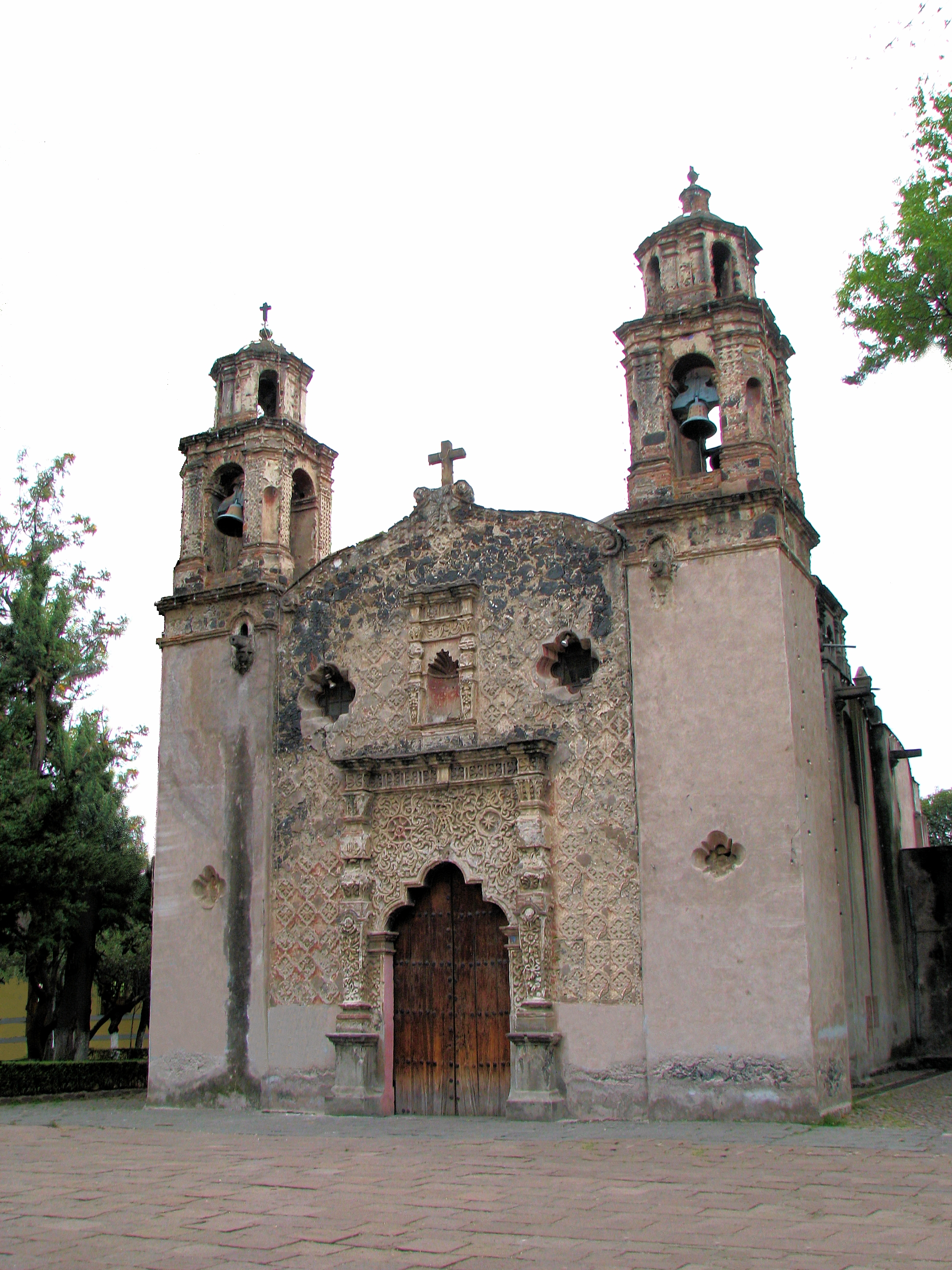
Iglesia de la Concepción, localizada en la plaza homónima, conocidas como "La Conchita".

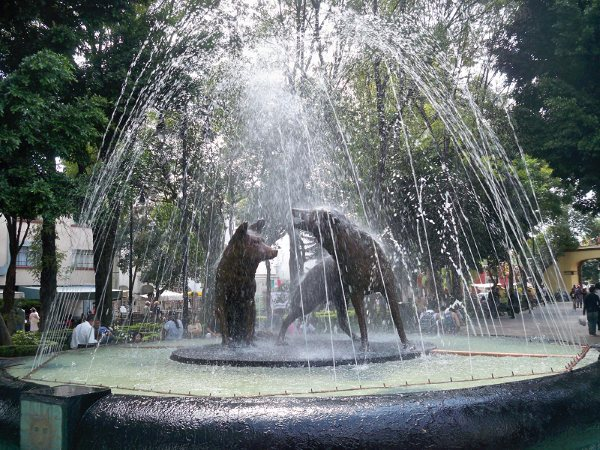
La fuente de los Coyotes en el Jardín Centenario, símbolo de Coyoacán.

- Iglesia de San Juan Bautista (Coyoacán)
- Jardín Centenario
- Museo Nacional de la Acuarela
- Museo Nacional de Culturas Populares
- Plaza Hidalgo
- Plaza e Iglesia de Santa Catarina
- Plaza e Iglesia de la Concepción.
- Iglesia del Barrio del Niño Jesús (siglo XVI)
- Iglesia del Barrio Cuadrante de San Francisco (siglo XVI)
- Plazuela e iglesia de los Santos Reyes Coyoacán
- Iglesia del Barrio de San Lucas (siglo XVI)
- El mercado de artesanías y el mercado de alimentos.
- Viveros de Coyoacán